# Trevi S.p.A.
Pour les articles homonymes, voir Trevi (homonymie).
Trevi S.p.A. est une entreprise industrielle italienne spécialisée dans l'électronique grand public qui a été créée en 1976.

## Histoire
C'est en 1976 qu'un groupe de jeunes passionnés pour les nouvelles technologies comme l'électronique, crée la société Trevi, spécialisée dans le secteur des appareils électroniques audio, vidéo, téléphonie, montres et stations météo au point de devenir, 30 ans plus tard, une référence dans ce domaine.
Trevi est aujourd'hui une des rares structures qui assure la production en Europe de produits électroniques de grande consommation.
Pour élargir sa gamme existante de produits de petit électroménager, Trevi crée, en 2009, une filiale spécialisée baptisée Trevidea. Cette nouvelle structure est venue élargir la gamme de produits de la marque TREVI qui connait un grand succès et la conduit à une forte croissance externe avec le rachat de plusieurs sociétés dans ce domaine comme :
- 2011 - G3 FERRARI
- 2015 - Girmi

En très peu de temps, Trevidea va réussir à rationaliser sa vaste gamme de produits tout en préservant les marques. 
Le catalogue TREVI est très complet et couvre tous les types de petits électroménagers de bon standing disponibles sur le marché. Le point fort de la marque réside dans la haute qualité et la fiabilité de ses produits qui restent novateurs et à l'avant-garde en matière technologique.